# Lipnica, Avstrija
Lipnica (nemško Leibnitz) je manjše mesto in okrožno središče na Štajerskem v južni Avstriji. Mesto leži na 275 m visokem Lipniškem polju ob železnici Dunaj–Trst, ter se razprostira na površini 23,53 km² in šteje 12.176 prebivalcev (popis 2017).

## Zgodovina
V rimski dobi je bilo v bližini današnje Lipnice v 1. stoletju naše dobe ustanovljeno naselje Flavia Solva, ki je bilo obenem upravno središče. Arheološki sledovi v vzhodnem delu naselja govorijo o manjšem naselju z amfiteatrom, vendar brez utrdb. Za Flavio Solvo so značilne zlasti grobnice z nagrobniki z odličnimi portreti pokojnih.
Čeprav je središče sedanjega mesta le približno 3 km oddaljeno od arheološkega najdišča Flavia Solva, se Lipnica ne more sklicevati na neposrednega naslednika tega rimskega municipija, ustanovljenega v 1. stoletju in dokončno uničenega v zgodnjem 5. stoletju. Ko so se na to območje priselili Bavarci v 9. stoletju, so naseljenci postopoma absorbirali slovansko prebivalstvo, ki je tu domovalo v prejšnjih 500 letih, so vsi spomini na rimsko mesto je že zdavnaj zbledeli.

## Umetnostni spomeniki
Župnijska cerkev sv. Jakoba je romanska stavba postavljena v 13. stoletju, ki so ji v 14. stol. prizidali prezbiterij. V 15. stoletju so cerkev gotsko obokali ter ji prizidali severno stransko ladjo in zvonik. Kapeli na južni strani ladje in prezbiterija sta iz 1667. V baroku so rebra na oboku prezbiterija nadomestili s štukaturo. Leta 1903 pa so preoblikovali cerkveno zunanjščino.